# Pteroperina steini
Pteroperina steini är en insektsart som först beskrevs av Rehn, J.A.G. 1914.  Pteroperina steini ingår i släktet Pteroperina och familjen gräshoppor. Inga underarter finns listade i Catalogue of Life.